# Sonnet 30

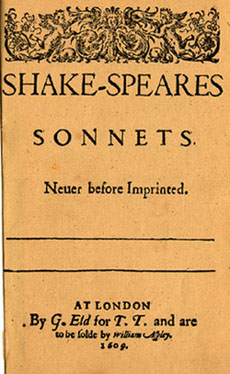
Sonnetten van Shakespeare, 1609

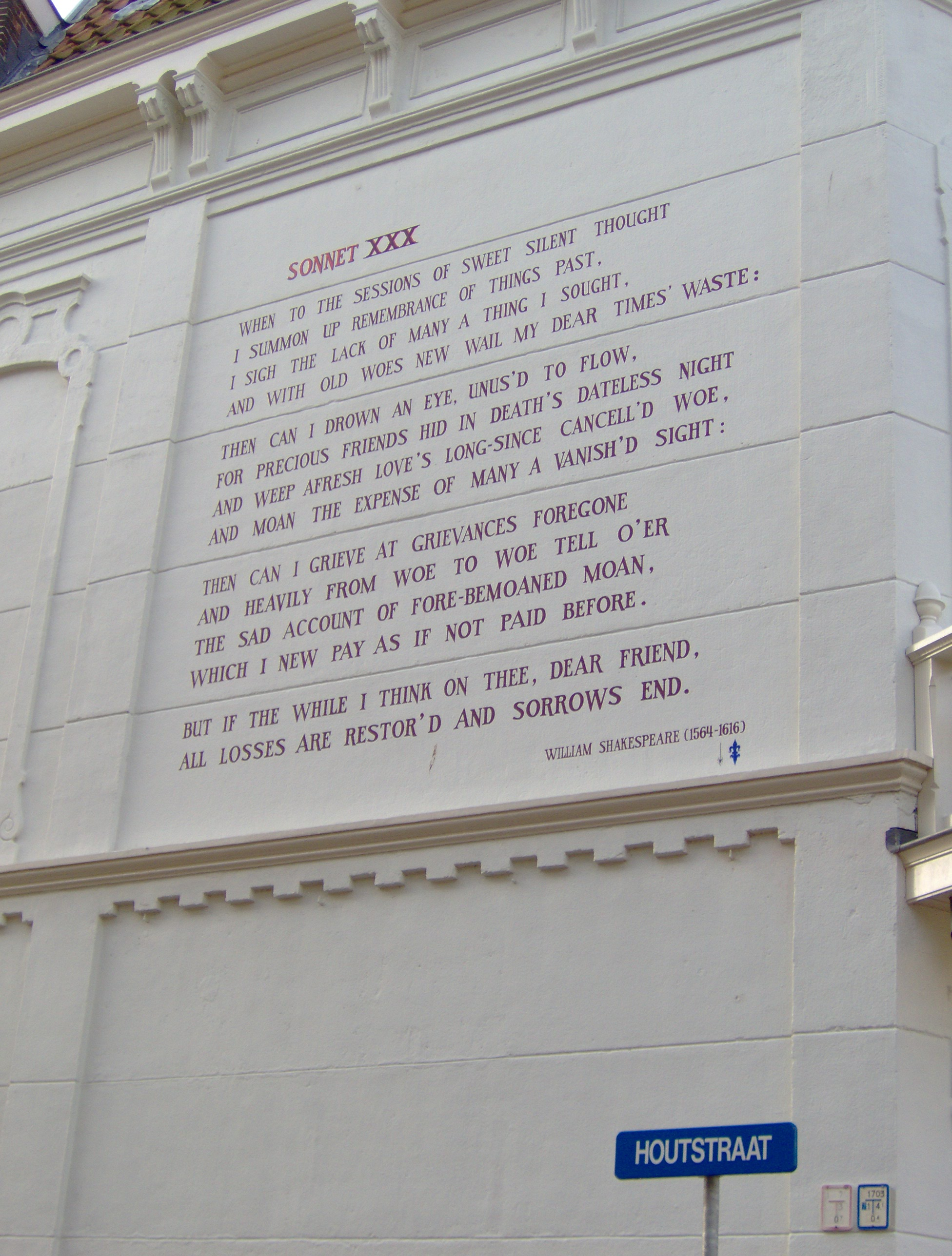
Sonnet XXX op de muur tegenover het Rijksmuseum van Oudheden in Leiden (Rapenburg, 30)

Sonnet 30 is een van Shakespeares bekendste sonnetten. De spreker in het gedicht voelt zich depressief nu zijn vriend hem heeft verlaten, en hij denkt terug aan andere vrienden en vroegere geliefden die nu dood zijn. 

## Shakespeares tekst
| Sonnet 30 When to the sessions of sweet silent thought I summon up remembrance of things past, I sigh the lack of many a thing I sought, And with old woes new wail my dear time's waste. Then can I drown an eye unused to flow For precious friends hid in death's dateless night, And weep afresh love's long-since-cancelled woe, And moan th'expense of many a vanished sight. Then can I grieve at grievances foregone, And heavily from woe to woe tell o'er The sad account of fore-bemoanèd moan, Which I new pay as if not paid before. But if the while I think on thee, dear friend, All losses are restored, and sorrows end. |

## Vertaling
Wanneer ik verzonken in troostgevende gedachten
Terugdenk aan het verleden,
Betreur ik mijn falen in alles wat ik wilde bereiken,
En ik herinner me met spijt hoe ik mijn beste jaren verspilde:
Dan kan ik huilen, hoewel ik huilen niet gewend ben
Huilen om lieve vrienden, nu verborgen in de eindeloze nacht van de dood,
Huilen om ellende die allang genezen was,
En om het verlies van vele dingen die ik heb gezien en liefgehad:
Dan kan ik weer treuren om voorbije smarten,
En voor mezelf mijn ellende weer doorleven
Alsof ik nooit de droeve rekening van smarten
had betaald, betaal ik ze nu opnieuw.
Maar als ik in die droefheid aan je denk, mijn lieve vriend,
Vergoedt dit mijn verlies en eindigt mijn verdriet.
Vertaling: Jules Grandgagnage

## Analyse
Shakespeares sonnetten zijn voornamelijk geschreven in een metrum genaamd jambische pentameter, een rijmschema waarin elke sonnetregel bestaat uit tien lettergrepen. De lettergrepen zijn verdeeld in vijf paren, jamben genoemd, waarbij elk paar begint met een onbeklemtoonde lettergreep.
Dit is van toon een van de zachtste, meest beschouwende sonnetten van Shakespeare. Inhoudelijk sluit het aan bij Sonnet 29. Ook hier zien we de ontevredenheid over het leven uitgedrukt. De dichter overleeft echter deze depressieve fase. Hij reflecteert nu over zijn voorbije leven en al het verdriet dat het hem heeft gebracht. Het laatste afsluitende couplet is zelfs hoopgevend: de herinneringen die de dichter nog resten aan verloren vrienden en geliefden geven hem de kracht om door te gaan. Het gedicht vergelijkt het voorbije leven met een rekening (account), met uitgaven, baten en lasten (expense, I pay, all losses), waarbij op het einde alles 'betaald' is (All losses are restored).